# 硲慈弘
硲慈弘（はざま　じこう、1896年6月16日-1946年4月16日）は、天台宗の僧、仏教学者。
和歌山県生まれ。天台宗大学（のち大正大学）卒。東京帝国大学へ内地留学、島地大等に師事、その『天台教学史』の編纂助手を務める。1927年大正大学講師、助教授、教授。初代天台宗教学研究所長。

## 著書
- 『伝説の比叡山』近江屋書店 1928
- 『天台宗読本 宗史篇』宗務庁教学部 1939
- 『日本仏教の開展とその基調 日本天台と鎌倉仏教 上』三省堂出版 1948
- 『天台宗史概説』大久保良順補注 大蔵出版 1969
- 『日本仏教の開展とその基調』名著普及会 1988

### 編・訳
- 『天台宗聖典』編 明治書院 1927
- 『国訳一切経 和漢撰述部 諸宗部 第19』訳 大東出版社 c1938
- 『國譯一切経 印度撰述部 經集部 14 改訂』清水谷恭順,田島德音共譯 前田專學校訂 大東出版社 1990

## 論文
- Cinii

## 注
1. ↑  吉田龍英 1933
2. ↑  『人物物故大年表』
3. ↑  『天台宗史概説』著者紹介